# Robert Loren Fleming
Robert Loren Fleming (* 1956) ist ein US-amerikanischer Comicautor.

## Leben und Arbeit
Fleming betätigt sich seit den 1980er Jahren als hauptberuflicher Comicautor. Seither hat er unter anderem für die großen US-amerikanischen Comicverlage DC-Comics, Marvel Comics, Dark Horse und Image gearbeitet. 
Für DC schuf Fleming 1983 die Agenten-Serie Thriller, deren ersten sieben Ausgaben – die von dem Zeichner Trevor von Eden illustriert wurden – er selbst schrieb, bevor er die Serie wegen kreativer Differenzen mit seinem Editor verließ. Es folgte eine langjährige Zusammenarbeit mit dem Autor und Zeichner Keith Giffen dessen Story-Ideen für die Comics um den parodistischen Superhelden Ambush Bug Fleming in Skripte fasste (Ambush Bug #1-4, Son of Ambush Bug #1-6, Ambush Bug Stock Stuffer #1, Ambush Bug Nothing Special #1). 1986 beteiligte er sich neben zahlreichen anderen Autoren an dem auf Bitten von UNICEF produzierten Comic Heroes Against Hunger und 1988 schrieb er das Special Daily Planet. Zudem übernahm Fleming in den 1980er Jahren häufig Jobs als Gastautor für DC-Serien wie Action Comics (#560, 563 565, 577, 580), Amethyst (#13,14), Atari Force (#20), Detective Comics (#544), DC Comics Presents (#182), Green Lantern (#182), House of Mystery (#316), Secret Origins (#27, 35, 47, 48, Annual #2), Superman (#401) und World’s Finest Comics (#309).
In den ausgehenden 1980er und frühen 1990er Jahren arbeitete Fleming für DC als regulärer Autor an den Serien Aquaman (1989; #1-5, Legend of Aquaman Special #1), Valor (1992-1993; #1-8, 10) und Eclipso (1992-1994; #1-18, Annual #1) und verfasste darüber hinaus 1992 die zweiteilige Miniserie Eclipso: The Darkness Within sowie eine Reihe von Annuals für andere Serien wie Adventures of Superman #4 und Superman Man of Steel #2, in denen die serienübergreifende Eclipso-Geschichte vertieft wurde. Als Partner von Giffen skriptete er die Miniserie Ragman und im Alleingang verfasste er die Rahmengeschichte für den altes Material anderer Autoren wiederverwertenden Sammelband Lobo's Greatest Hits (1991) sowie das Heft Legends of the Dark  Knight #51.
Für den Verlag Dark Horse schrieb er die vierteilige Miniserie The Mask: World Tour (1995) über den Antihelden The Mask und das Heft Dark Horse Presents #106. Für Image arbeitete Fleming an den Titeln Lethal (1996), Knightmare, Prophet/Chapel: Super Soldiers, Gen13 Bootleg und Team Youngblood sowie dem Extreme Destroyer Epiogue
Gemeinsam mit Jan Harold Brunvand legte er zudem den graphischen Roman The Big Book of Urban Legends vor.
| Personendaten    | Personendaten                |
| ---------------- | ---------------------------- |
| NAME             | Fleming, Robert Loren        |
| KURZBESCHREIBUNG | US-amerikanischer Comicautor |
| GEBURTSDATUM     | 1956                         |